# EHF European League der Männer 2022/23
Die EHF European League 2022/23 war die vom 27. August 2022 bis zum 28. Mai 2023 ausgetragene dritte Spielzeit der EHF European League der Männer. Veranstalter war die Europäische Handballföderation (EHF).

## Spielmodus
Im Wettbewerb spielten 46 europäische Handballvereine.
Gestartet wurde der Wettbewerb mit der Qualifikationsrunde 1, gefolgt war diese von der Qualifikationsrunde 2. In den Qualifikationsrunden spielten Teams im K.O.-System in Hin- und Rückspiel gegeneinander. Anschließend begann die Gruppenphase der European League. Das Viertelfinale wurde erneut im K.O.-System in Hin- und Rückspielen ausgetragen. Halbfinale und Finale fanden dann an einem Wochenende statt.

## Teams
In der Qualifikationsrunde 1 traten die folgenden 20 Teams an:
| - IK Sävehof - IFK Kristianstad - Rebi Balonmano Cuenca - BM Logroño La Rioja - GC Amicitia Zürich | - Drammen HK - Kolstad Håndball - CS Minaur Baia Mare - AHC Potaissa Turda - Dobrogea Sud Constanța | - RK Trimo Trebnje - Águas Santas Milaneza - TBV Lemgo - Chambéry Savoie HB - Górnik Zabrze | - Bjerringbro-Silkeborg - FTC Budapest - Alpla HC Hard - Riihimäki Cocks - RK Eurofarm Pelister 2 * |

In der Qualifikationsrunde 2 kamen die folgenden 14 Teams dazu:
| - SG Flensburg-Handewitt - Frisch Auf Göppingen - Bidasoa Irún - TM Benidorm - RK Butel Skopje | - KS Azoty-Puławy - MMTS Kwidzyn - Sporting CP - Belenenses Lissabon - Montpellier Handball | - Skanderborg Aarhus - Fejér BÁL Veszprém - CSA Steaua Bukarest - RK Nexe |  |

Für die Gruppenphase waren die folgenden zwölf Teams gesetzt:
| - SL Benfica Lissabon - Füchse Berlin - PAUC Handball - Skjern Håndbold | - Ystads IF HF - Kadetten Schaffhausen - Fraikin BM Granollers - RK Eurofarm Pelister * | - Balatonfüredi KSE - Tatran Prešov - HK Motor Saporischschja - Valur Reykjavík |  |

* RK Eurofarm Pelister, ursprünglich für die Qualifikationsrunde 1 gesetzt, erhielt aufgrund der guten Platzierungen der beiden letzten Spielzeiten eine Wildcard für die Gruppenphase, in der Qualifikationsrunde 1 trat die zweite Mannschaft an.

## Qualifikationsrunde 1
In der ersten Qualifikationsrunde traten 20 Teams an. Sie spielten im K.O.-System gegeneinander in Hin- und Rückspiel am 27./28. August und 3./4. September 2022. Die zehn Sieger der Begegnungen zogen in die Qualifikationsrunde 2 ein. Am 19. Juli 2022 wurden folgende Ansetzungen ausgelost:
| Mannschaft 1          | Mannschaft 2             | Hinspiel      | Rückspiel     | Tore  |
| --------------------- | ------------------------ | ------------- | ------------- | ----- |
| Rebi Balonmano Cuenca | Bjerringbro-Silkeborg    | 26:31 (13:11) | 22:33 (12:16) | 48:64 |
| Chambéry Savoie HB    | Dobrogea Sud Constanța   | 27:23 (12:10) | 22:23 (10:09) | 49:46 |
| CS Minaur Baia Mare   | FTC Budapest             | 27:36 (14:15) | 22:38 (09:19) | 49:74 |
| Riihimäki Cocks       | Águas Santas Milaneza    | 22:21 (13:11) | 20:30 (09:17) | 42:51 |
| IK Sävehof            | AHC Potaissa Turda       | 45:21 (24:10) | 34:30 (16:14) | 79:51 |
| Górnik Zabrze         | GC Amicitia Zürich       | 27:19 (11:10) | 23:32 (13:14) | 50:51 |
| Alpla HC Hard         | RK Eurofarm Pelister 2 * | 24:21 (13:11) | 27:24 (14:12) | 51:45 |
| Kolstad Håndball      | Drammen HK               | 28:26 (15:14) | 29:21 (13:11) | 57:47 |
| IFK Kristianstad      | RK Trimo Trebnje         | 33:33 (12:19) | 36:31 (21:15) | 69:64 |
| TBV Lemgo             | BM Logroño La Rioja      | 39:34 (22:13) | 28:28 (13:15) | 67:62 |

* RK Eurofarm Pelister war ursprünglich für die Qualifikationsrunde 1 gesetzt, erhielt aber aufgrund der guten Platzierungen der beiden letzten Spielzeiten eine Wildcard für die Gruppenphase, in der Qualifikationsrunde 1 trat die zweite Mannschaft an.

## Qualifikationsrunde 2
In der zweiten Qualifikationsrunde traten 24 Teams an. Zu den zehn in der Qualifikationsrunde 1 ermittelten Teams kamen 14 direkt für die Qualifikationsrunde 2 startberechtigte Teams. Sie spielten im K.O.-System gegeneinander in Hin- und Rückspiel am 27. September und 4. Oktober 2022.
Die zwölf Gewinner der Ansetzungen zogen in die Gruppenphase ein.
Für die Auslosung am 6. September 2022 wurden die zehn in der Qualifikationsrunde 1 siegreichen Teams sowie die zwei für die Qualifikationsrunde 2 gesetzten Teams RK Nexe und MMTS Kwidzyn in Lostopf 2, die anderen zwölf für die Qualifikationsrunde 2 gesetzten Teams in Lostopf 1 sortiert und die folgenden Paarungen ausgelost:
| Mannschaft 1         | Mannschaft 2           | Hinspiel      | Rückspiel                   | Tore  |
| -------------------- | ---------------------- | ------------- | --------------------------- | ----- |
| Chambéry Savoie HB   | Fejér BÁL Veszprém     | 29:25 (15:12) | 25:31 (16:15)               | 54:56 |
| Montpellier Handball | IK Sävehof             | 24:24 (11:09) | 30:26 (16:08)               | 54:50 |
| KS Azoty-Puławy      | RK Nexe                | 32:26 (16:12) | 27:35 (13:16)               | 59:61 |
| Frisch Auf Göppingen | TBV Lemgo              | 28:24 (12:12) | 31:33 (15:18)               | 59:57 |
| Alpla HC Hard        | RK Butel Skopje        | 26:21 (11:08) | 25:21 (12:05)               | 51:42 |
| IFK Kristianstad     | Skanderborg Aarhus     | 31:32 (15:18) | 33:35 (17:18)               | 64:67 |
| CSA Steaua Bukarest  | FTC Budapest           | 33:31 (17:14) | 31:35 (17:15)               | 64:66 |
| Belenenses Lissabon  | Águas Santas Milaneza  | 20:23 (10:15) | 22:34 (09:18)               | 42:57 |
| Bidasoa Irún         | Kolstad Håndball       | 30:27 (16:13) | 31:33 (6:5 *; 25:28, 13:12) | 61:60 |
| TM Benidorm          | GC Amicitia Zürich     | 34:24 (18:13) | 30:34 (16:15)               | 64:58 |
| Sporting CP          | Bjerringbro-Silkeborg  | 31:22 (10:08) | 30:33 (17:14)               | 61:55 |
| MMTS Kwidzyn         | SG Flensburg-Handewitt | 25:39 (12:21) | 24:37 (11:17)               | 49:76 |

* Nach dem Rückspiel Kolstad Håndball gegen Bidasoa Irún entschied ein Siebenmeterwerfen über das Weiterkommen, da beide Teams ihre Heimspiele jeweils mit drei Toren Vorsprung gewonnen hatten, die Auswärtstorregel im Handball (die Kolstad begünstigt hätte) aber seit der aktuellen Spielzeit nicht mehr angewendet wird. Bidasoa Irún entschied das Siebenmeterwerfen mit 6:5 für sich und zog in die Gruppenphase ein.

## Gruppenphase
In der Gruppenphase traten 24 Teams in vier Gruppen an. Zu den zwölf in der Qualifikationsrunde 2 ermittelten Teams kamen weitere zwölf direkt für die Gruppenphase startberechtigte Teams. Sie spielten vom 25. Oktober 2022 bis 28. Februar 2023 in Turnierform jeder gegen jeden in Hin- und Rückspielen. Die besten vier Teams jeder Gruppe zogen in die Runde der letzten 16 ein. Das erste Spiel bestritten am 25. Oktober 2022 Balatonfüredi KSE und Fraikin BM Granollers gegeneinander.

### Auslosung der Gruppen
Für die Auslosung der Gruppen am 6. September 2022 wurden die 24 Mannschaften in sechs Lostöpfe eingeteilt. In den Lostöpfen 1 bis 3 befanden sich die direkt für die Gruppenphase qualifizierten Teams, in den Lostöpfen 4 bis 6 die durch die Qualifikationsrunde 2 ermittelten Teams. Anders als in den beiden Qualifikationsrunden wurde in der Gruppenphase ein Aufeinandertreffen von Teams desselben nationalen Verbands bewusst ausgeschlossen.
- Topf 1: Skjern Håndbold, PAUC Handball, Füchse Berlin, SL Benfica
- Topf 2: Fraikin BM Granollers, Eurofarm Pelister, Kadetten Schaffhausen, Ystads IF HF
- Topf 3: Balatonfüredi KSE, Valur Reykjavik, Tatran Prešov, Motor Saporischschja
- Topf 4: Bidasoa Irún, SG Flensburg-Handewitt, Frisch Auf Göppingen, Sporting CP
- Topf 5: RK Nexe, Skanderborg-Aarhus, TM Benidorm, Montpellier Handball
- Topf 6: Alpla HC Hard, Fejér BÁL Veszprém, FTC Budapest, Águas Santas Milaneza

### Gruppe A
| Pl.                                  | Verein                | Sp. | S | U | N | Tore      | Diff. | Punkte |
| ------------------------------------ | --------------------- | --- | - | - | - | --------- | ----- | ------ |
| 1.                                   | Montpellier Handball  | 10  | 8 | 0 | 2 | 0330:2950 | +35   | 16     |
| 2.                                   | Frisch Auf Göppingen  | 10  | 8 | 0 | 2 | 0323:2740 | +49   | 16     |
| 3.                                   | Kadetten Schaffhausen | 10  | 7 | 0 | 3 | 0319:2990 | +20   | 14     |
| 4.                                   | SL Benfica Lissabon   | 10  | 4 | 0 | 6 | 0297:2890 | +8    | 8      |
| 5.                                   | Tatran Prešov         | 10  | 2 | 0 | 8 | 0279:3190 | −40   | 4      |
| 6.                                   | Fejér BÁL Veszprém    | 10  | 1 | 0 | 9 | 0282:3540 | −72   | 2      |
| Quelle: EHF, Stand: 28. Februar 2023 |                       |     |   |   |   |           |       |        |

Farblich hinterlegt:
Ergebnisse Gruppe A
|                       | Benfica | Kadetten | Tatran | Frisch Auf | Montpellier | Veszprém |
| --------------------- | ------- | -------- | ------ | ---------- | ----------- | -------- |
| SL Benfica            | X       | 27:28    | 35:28  | 27:31      | 24:26       | 39:35    |
| Kadetten Schaffhausen | 26:25   | X        | 38:30  | 30:35      | 28:30       | 38:32    |
| Tatran Prešov         | 25:29   | 31:37    | X      | 26:28      | 35:27       | 22:20    |
| Frisch Auf Göppingen  | 31:29   | 24:25    | 34:24  | X          | 27:25       | 46:30    |
| Montpellier Handball  | 33:27   | 40:36    | 41:30  | 35:27      | X           | 34:30    |
| Fejér BÁL Veszprém    | 26:35   | 25:33    | 30:28  | 23:40      | 31:39       | X        |

Spiele von Frisch Auf Göppingen und der Kadetten Schaffhausen:
| Di., 25. Oktober 2022 18:45 Uhr | Frisch Auf Göppingen  | 46:30   | Fejér BÁL Veszprém  | EWS Arena Zuschauer: 1329 Schiedsrichter: Radojko Brkic & Andrei Jusufhodzic |
| Di., 25. Oktober 2022 18:45 Uhr | meiste Tore: 9 Kozina | (23:18) | meiste Tore: 8 Éles | EWS Arena Zuschauer: 1329 Schiedsrichter: Radojko Brkic & Andrei Jusufhodzic |
| Di., 25. Oktober 2022 18:45 Uhr | eurohandball.com      |         |                     | EWS Arena Zuschauer: 1329 Schiedsrichter: Radojko Brkic & Andrei Jusufhodzic |

| Di., 25. Oktober 2022 20:45 Uhr | Kadetten Schaffhausen   | 28:30   | Montpellier Handball | BBC-Arena Zuschauer: 1082 Schiedsrichter: Adam Biro & Oliver Kiss |
| Di., 25. Oktober 2022 20:45 Uhr | meiste Tore: 8 Cañellas | (16:18) | meiste Tore: 7 Porte | BBC-Arena Zuschauer: 1082 Schiedsrichter: Adam Biro & Oliver Kiss |
| Di., 25. Oktober 2022 20:45 Uhr | eurohandball.com        |         |                      | BBC-Arena Zuschauer: 1082 Schiedsrichter: Adam Biro & Oliver Kiss |

| Di., 1. November 2022 17:00 Uhr | Fejér BÁL Veszprém  | 25:33   | Kadetten Schaffhausen       | Veszprém Aréna Zuschauer: 1000 Schiedsrichter: Aleksandar Jovic & Nedim Arnautovic |
| Di., 1. November 2022 17:00 Uhr | meiste Tore: 6 Éles | (11:16) | meiste Tore: 10 Ríkharðsson | Veszprém Aréna Zuschauer: 1000 Schiedsrichter: Aleksandar Jovic & Nedim Arnautovic |
| Di., 1. November 2022 17:00 Uhr | eurohandball.com    |         |                             | Veszprém Aréna Zuschauer: 1000 Schiedsrichter: Aleksandar Jovic & Nedim Arnautovic |

| Di., 1. November 2022 18:45 Uhr | SL Benfica Lissabon   | 27:31   | Frisch Auf Göppingen    | Pav. Luz No. 2 Zuschauer: 751 Schiedsrichter: Vaidas Mazeika & Mindaugas Gatelis |
| Di., 1. November 2022 18:45 Uhr | meiste Tore: 5 Rahmel | (11:16) | meiste Tore: 9 Schiller | Pav. Luz No. 2 Zuschauer: 751 Schiedsrichter: Vaidas Mazeika & Mindaugas Gatelis |
| Di., 1. November 2022 18:45 Uhr | eurohandball.com      |         |                         | Pav. Luz No. 2 Zuschauer: 751 Schiedsrichter: Vaidas Mazeika & Mindaugas Gatelis |

| Di., 22. November 2022 20:45 Uhr | Tatran Prešov        | 31:37   | Kadetten Schaffhausen      | Tatran Handball Arena Zuschauer: 580 Schiedsrichter: Ivars Cernavskis & Edmunds Bogdanovs |
| Di., 22. November 2022 20:45 Uhr | meiste Tore: 8 Rábek | (14:18) | meiste Tore: 9 Ríkharðsson | Tatran Handball Arena Zuschauer: 580 Schiedsrichter: Ivars Cernavskis & Edmunds Bogdanovs |
| Di., 22. November 2022 20:45 Uhr | eurohandball.com     |         |                            | Tatran Handball Arena Zuschauer: 580 Schiedsrichter: Ivars Cernavskis & Edmunds Bogdanovs |

| Di., 22. November 2022 20:45 Uhr | Montpellier Handball | 35:27   | Frisch Auf Göppingen  | FDI Stadium Zuschauer: 2300 Schiedsrichter: Mihai Marian Pirvu & Radu Mihai Potirniche |
| Di., 22. November 2022 20:45 Uhr | meiste Tore: 7 Porte | (20:13) | meiste Tore: 6 Goller | FDI Stadium Zuschauer: 2300 Schiedsrichter: Mihai Marian Pirvu & Radu Mihai Potirniche |
| Di., 22. November 2022 20:45 Uhr | eurohandball.com     |         |                       | FDI Stadium Zuschauer: 2300 Schiedsrichter: Mihai Marian Pirvu & Radu Mihai Potirniche |

| Di., 29. November 2022 18:45 Uhr | Kadetten Schaffhausen   | 26:25   | SL Benfica Lissabon   | BBC-Arena Zuschauer: 1243 Schiedsrichter: Ivars Cernavskis & Edmunds Bogdanovs |
| Di., 29. November 2022 18:45 Uhr | meiste Tore: 6 Cañellas | (13:12) | meiste Tore: 5 Đorđić | BBC-Arena Zuschauer: 1243 Schiedsrichter: Ivars Cernavskis & Edmunds Bogdanovs |
| Di., 29. November 2022 18:45 Uhr | eurohandball.com        |         |                       | BBC-Arena Zuschauer: 1243 Schiedsrichter: Ivars Cernavskis & Edmunds Bogdanovs |

| Di., 29. November 2022 18:45 Uhr | Frisch Auf Göppingen     | 34:24  | Tatran Prešov            | EWS Arena Zuschauer: 2300 Schiedsrichter: Nichlas Nygaard & Nicklas Mark Pedersen |
| Di., 29. November 2022 18:45 Uhr | meiste Tore: 6 Gulliksen | (19:8) | meiste Tore: 11 Ivanovic | EWS Arena Zuschauer: 2300 Schiedsrichter: Nichlas Nygaard & Nicklas Mark Pedersen |
| Di., 29. November 2022 18:45 Uhr | eurohandball.com         |        |                          | EWS Arena Zuschauer: 2300 Schiedsrichter: Nichlas Nygaard & Nicklas Mark Pedersen |

| Di., 6. Dezember 2022 20:45 Uhr | Frisch Auf Göppingen                     | 24:25   | Kadetten Schaffhausen   | EWS Arena Zuschauer: 2000 Schiedsrichter: Javier Alvarez Mata & Yon Bustamante Lopez |
| Di., 6. Dezember 2022 20:45 Uhr | meiste Tore: 5 Gulliksen, Schmidt, Šarac | (14:10) | meiste Tore: 6 Cañellas | EWS Arena Zuschauer: 2000 Schiedsrichter: Javier Alvarez Mata & Yon Bustamante Lopez |
| Di., 6. Dezember 2022 20:45 Uhr | eurohandball.com                         |         |                         | EWS Arena Zuschauer: 2000 Schiedsrichter: Javier Alvarez Mata & Yon Bustamante Lopez |

| Di., 13. Dezember 2022 18:45 Uhr | Kadetten Schaffhausen | 30:35   | Frisch Auf Göppingen    | BBC-Arena Zuschauer: 2124 Schiedsrichter: Jonas Eliasson & Anton Palsson |
| Di., 13. Dezember 2022 18:45 Uhr | meiste Tore: 8 Bartók | (17:17) | meiste Tore: 9 Andersen | BBC-Arena Zuschauer: 2124 Schiedsrichter: Jonas Eliasson & Anton Palsson |
| Di., 13. Dezember 2022 18:45 Uhr | eurohandball.com      |         |                         | BBC-Arena Zuschauer: 2124 Schiedsrichter: Jonas Eliasson & Anton Palsson |

| Di., 7. Februar 2023 17:00 Uhr | Fejér BÁL Veszprém  | 23:40   | Frisch Auf Göppingen                              | Veszprém Aréna Zuschauer: 1000 Schiedsrichter: Miljan Vesovic & Novica Mitrovic |
| Di., 7. Februar 2023 17:00 Uhr | meiste Tore: 7 Éles | (11:20) | meiste Tore: 5 Gulliksen, Schmidt, Šarac, Hermann | Veszprém Aréna Zuschauer: 1000 Schiedsrichter: Miljan Vesovic & Novica Mitrovic |
| Di., 7. Februar 2023 17:00 Uhr | eurohandball.com    |         |                                                   | Veszprém Aréna Zuschauer: 1000 Schiedsrichter: Miljan Vesovic & Novica Mitrovic |

| Di., 7. Februar 2023 20:45 Uhr | Montpellier Handball       | 40:36   | Kadetten Schaffhausen      | FDI Stadium Zuschauer: 2800 Schiedsrichter: Jesper Kirkholm Madsen & Henrik Mortensen |
| Di., 7. Februar 2023 20:45 Uhr | meiste Tore: 10 Villeminot | (22:18) | meiste Tore: 8 Ríkharðsson | FDI Stadium Zuschauer: 2800 Schiedsrichter: Jesper Kirkholm Madsen & Henrik Mortensen |
| Di., 7. Februar 2023 20:45 Uhr | eurohandball.com           |         |                            | FDI Stadium Zuschauer: 2800 Schiedsrichter: Jesper Kirkholm Madsen & Henrik Mortensen |

| Di., 14. Februar 2023 18:45 Uhr | Frisch Auf Göppingen    | 31:29   | SL Benfica Lissabon   | EWS Arena Zuschauer: 3700 Schiedsrichter: Denis Bolic & Christoph Hurich |
| Di., 14. Februar 2023 18:45 Uhr | meiste Tore: 8 Schiller | (15:18) | meiste Tore: 7 Đorđić | EWS Arena Zuschauer: 3700 Schiedsrichter: Denis Bolic & Christoph Hurich |
| Di., 14. Februar 2023 18:45 Uhr | eurohandball.com        |         |                       | EWS Arena Zuschauer: 3700 Schiedsrichter: Denis Bolic & Christoph Hurich |

| Di., 14. Februar 2023 20:45 Uhr | Kadetten Schaffhausen       | 40:36   | Fejér BÁL Veszprém  | BBC-Arena Zuschauer: 712 Schiedsrichter: Georgios Panayides & Marios Andreou |
| Di., 14. Februar 2023 20:45 Uhr | meiste Tore: 10 Ríkharðsson | (22:17) | meiste Tore: 8 Éles | BBC-Arena Zuschauer: 712 Schiedsrichter: Georgios Panayides & Marios Andreou |
| Di., 14. Februar 2023 20:45 Uhr | eurohandball.com            |         |                     | BBC-Arena Zuschauer: 712 Schiedsrichter: Georgios Panayides & Marios Andreou |

| Di., 21. Februar 2023 18:45 Uhr | SL Benfica Lissabon             | 27:28   | Kadetten Schaffhausen      | Pav. Luz No. 2 Zuschauer: 700 Schiedsrichter: Davor Loncar & Zoran Loncar |
| Di., 21. Februar 2023 18:45 Uhr | meiste Tore: 8 Rahmel, Grigoras | (13:13) | meiste Tore: 8 Ríkharðsson | Pav. Luz No. 2 Zuschauer: 700 Schiedsrichter: Davor Loncar & Zoran Loncar |
| Di., 21. Februar 2023 18:45 Uhr | eurohandball.com                |         |                            | Pav. Luz No. 2 Zuschauer: 700 Schiedsrichter: Davor Loncar & Zoran Loncar |

| Di., 21. Februar 2023 20:45 Uhr | Tatran Prešov         | 26:28   | Frisch Auf Göppingen | Tatran Handball Arena Zuschauer: 874 Schiedsrichter: Igor Covalciuc & Alexei Covalciuc |
| Di., 21. Februar 2023 20:45 Uhr | meiste Tore: 10 Rábek | (10:13) | meiste Tore: 5 Šarac | Tatran Handball Arena Zuschauer: 874 Schiedsrichter: Igor Covalciuc & Alexei Covalciuc |
| Di., 21. Februar 2023 20:45 Uhr | eurohandball.com      |         |                      | Tatran Handball Arena Zuschauer: 874 Schiedsrichter: Igor Covalciuc & Alexei Covalciuc |

| Di., 28. Februar 2023 18:45 Uhr | Frisch Auf Göppingen    | 27:25   | Montpellier Handball           | EWS Arena Zuschauer: 4000 Schiedsrichter: Dimitar Mitrevski & Blagojche Todorovski |
| Di., 28. Februar 2023 18:45 Uhr | meiste Tore: 7 Schiller | (14:11) | meiste Tore: 5 Simonet, Descat | EWS Arena Zuschauer: 4000 Schiedsrichter: Dimitar Mitrevski & Blagojche Todorovski |
| Di., 28. Februar 2023 18:45 Uhr | eurohandball.com        |         |                                | EWS Arena Zuschauer: 4000 Schiedsrichter: Dimitar Mitrevski & Blagojche Todorovski |

| Di., 28. Februar 2023 18:45 Uhr | Kadetten Schaffhausen       | 38:30   | Tatran Prešov        | BBC-Arena Zuschauer: 913 Schiedsrichter: Marion Kull & Alvar Tint |
| Di., 28. Februar 2023 18:45 Uhr | meiste Tore: 13 Ríkharðsson | (20:15) | meiste Tore: 7 Rábek | BBC-Arena Zuschauer: 913 Schiedsrichter: Marion Kull & Alvar Tint |
| Di., 28. Februar 2023 18:45 Uhr | eurohandball.com            |         |                      | BBC-Arena Zuschauer: 913 Schiedsrichter: Marion Kull & Alvar Tint |

### Gruppe B
| Pl.                                  | Verein                 | Sp. | S | U | N | Tore      | Diff. | Punkte |
| ------------------------------------ | ---------------------- | --- | - | - | - | --------- | ----- | ------ |
| 1.                                   | SG Flensburg-Handewitt | 10  | 8 | 1 | 1 | 0327:2800 | +47   | 17     |
| 2.                                   | Ystads IF HF           | 10  | 5 | 1 | 4 | 0317:3160 | +1    | 11     |
| 3.                                   | Valur Reykjavík        | 10  | 5 | 1 | 4 | 0338:3280 | +10   | 11     |
| 4.                                   | FTC Budapest           | 10  | 3 | 3 | 4 | 0318:3280 | −10   | 9      |
| 5.                                   | PAUC Handball          | 10  | 4 | 0 | 6 | 0305:3130 | −8    | 8      |
| 6.                                   | TM Benidorm            | 10  | 2 | 0 | 8 | 0295:3350 | −40   | 4      |
| Quelle: EHF, Stand: 28. Februar 2023 |                        |     |   |   |   |           |       |        |

Farblich hinterlegt:
Ergebnisse Gruppe B
|                        | Flensburg | Ystad | Valur | PAUC  | Benidorm | FTC   |
| ---------------------- | --------- | ----- | ----- | ----- | -------- | ----- |
| SG Flensburg-Handewitt | X         | 30:23 | 33:30 | 30:25 | 35:30    | 42:30 |
| Ystads IF HF           | 30:26     | X     | 33:35 | 29:33 | 36:30    | 35:35 |
| Valur Reykjavik        | 32:37     | 29:32 | X     | 40:31 | 35:29    | 43:39 |
| PAUC Handball          | 21:29     | 34:36 | 32:29 | X     | 39:29    | 33:30 |
| TM Benidorm            | 32:38     | 27:29 | 29:32 | 33:32 | X        | 23:27 |
| FTC Budapest           | 27:27     | 37:34 | 33:33 | 28:25 | 32:33    | X     |

Spiele der SG Flensburg-Handewitt:
| Di., 25. Oktober 2022 20:45 Uhr | Flensburg-Handewitt               | 35:30   | TM Benidorm                          | Flens-Arena Zuschauer: 1329 Schiedsrichter: Boris Mandak & Mario Rudinsky |
| Di., 25. Oktober 2022 20:45 Uhr | meiste Tore: 7 Søgard Johannessen | (16:19) | meiste Tore: 6 Bernatonis, Rodríguez | Flens-Arena Zuschauer: 1329 Schiedsrichter: Boris Mandak & Mario Rudinsky |
| Di., 25. Oktober 2022 20:45 Uhr | eurohandball.com                  |         |                                      | Flens-Arena Zuschauer: 1329 Schiedsrichter: Boris Mandak & Mario Rudinsky |

| Di., 1. November 2022 18:45 Uhr | Flensburg-Handewitt      | 30:25   | PAUC Handball               | Flens-Arena Zuschauer: 1364 Schiedsrichter: Aleksandar Pandzic & Ivan Mosorinski |
| Di., 1. November 2022 18:45 Uhr | meiste Tore: 11 Jakobsen | (15:12) | meiste Tore: 6 Kristjánsson | Flens-Arena Zuschauer: 1364 Schiedsrichter: Aleksandar Pandzic & Ivan Mosorinski |
| Di., 1. November 2022 18:45 Uhr | eurohandball.com         |         |                             | Flens-Arena Zuschauer: 1364 Schiedsrichter: Aleksandar Pandzic & Ivan Mosorinski |

| Di., 22. November 2022 20:45 Uhr | Valur Reykjavík          | 32:37   | Flensburg-Handewitt      | Origo Höllin Zuschauer: 1750 Schiedsrichter: Ivan Cacador & Eurico Nicolau |
| Di., 22. November 2022 20:45 Uhr | meiste Tore: 9 Óskarsson | (16:18) | meiste Tore: 7 Einarsson | Origo Höllin Zuschauer: 1750 Schiedsrichter: Ivan Cacador & Eurico Nicolau |
| Di., 22. November 2022 20:45 Uhr | eurohandball.com         |         |                          | Origo Höllin Zuschauer: 1750 Schiedsrichter: Ivan Cacador & Eurico Nicolau |

| Di., 29. November 2022 18:45 Uhr | Ystads IF HF            | 30:26   | Flensburg-Handewitt                           | Ystad Arena Zuschauer: 2465 Schiedsrichter: Amar Konjicanin & Dino Konjicanin |
| Di., 29. November 2022 18:45 Uhr | meiste Tore: 8 Svensson | (17:14) | meiste Tore: 4 Jakobsen, Gottfridsson, Hansen | Ystad Arena Zuschauer: 2465 Schiedsrichter: Amar Konjicanin & Dino Konjicanin |
| Di., 29. November 2022 18:45 Uhr | eurohandball.com        |         |                                               | Ystad Arena Zuschauer: 2465 Schiedsrichter: Amar Konjicanin & Dino Konjicanin |

| Di., 6. Dezember 2022 20:45 Uhr | TM Benidorm               | 32:38   | Flensburg-Handewitt   | Palau d’Esports l’Illa de Benidorm Zuschauer: 700 Schiedsrichter: Dimitar Mitrevski & Blagojche Todorovski |
| Di., 6. Dezember 2022 20:45 Uhr | meiste Tore: 12 Rodríguez | (17:21) | meiste Tore: 7 Jensen | Palau d’Esports l’Illa de Benidorm Zuschauer: 700 Schiedsrichter: Dimitar Mitrevski & Blagojche Todorovski |
| Di., 6. Dezember 2022 20:45 Uhr | eurohandball.com          |         |                       | Palau d’Esports l’Illa de Benidorm Zuschauer: 700 Schiedsrichter: Dimitar Mitrevski & Blagojche Todorovski |

| Di., 13. Dezember 2022 20:45 Uhr | Flensburg-Handewitt  | 42:30   | FTC Budapest        | Flens-Arena Zuschauer: 1429 Schiedsrichter: Denis Bolic & ChristophHurich |
| Di., 13. Dezember 2022 20:45 Uhr | meiste Tore: 9 Golla | (23:15) | meiste Tore: 5 Nagy | Flens-Arena Zuschauer: 1429 Schiedsrichter: Denis Bolic & ChristophHurich |
| Di., 13. Dezember 2022 20:45 Uhr | eurohandball.com     |         |                     | Flens-Arena Zuschauer: 1429 Schiedsrichter: Denis Bolic & ChristophHurich |

| Di., 7. Februar 2023 20:45 Uhr | Flensburg-Handewitt    | 33:30   | Valur Reykjavík          | Flens-Arena Zuschauer: 1714 Schiedsrichter: Marko Boricic & Dejan Markovic |
| Di., 7. Februar 2023 20:45 Uhr | meiste Tore: 8 Mensing | (16:14) | meiste Tore: 8 Óskarsson | Flens-Arena Zuschauer: 1714 Schiedsrichter: Marko Boricic & Dejan Markovic |
| Di., 7. Februar 2023 20:45 Uhr | eurohandball.com       |         |                          | Flens-Arena Zuschauer: 1714 Schiedsrichter: Marko Boricic & Dejan Markovic |

| Di., 14. Februar 2023 20:45 Uhr | PAUC Handball         | 21:29  | Flensburg-Handewitt    | Arena du Pays d’Aix Zuschauer: 2303 Schiedsrichter: Andrej Budzak & Michal Zahradnik |
| Di., 14. Februar 2023 20:45 Uhr | meiste Tore: 6 Claire | (9:14) | meiste Tore: 5 Mensing | Arena du Pays d’Aix Zuschauer: 2303 Schiedsrichter: Andrej Budzak & Michal Zahradnik |
| Di., 14. Februar 2023 20:45 Uhr | eurohandball.com      |        |                        | Arena du Pays d’Aix Zuschauer: 2303 Schiedsrichter: Andrej Budzak & Michal Zahradnik |

| Di., 21. Februar 2023 18:45 Uhr | Flensburg-Handewitt   | 30:23   | Ystads IF HF            | Flens-Arena Zuschauer: 3031 Schiedsrichter: Jesper Kirkholm Madsen & Henrik Mortensen |
| Di., 21. Februar 2023 18:45 Uhr | meiste Tore: 9 Larsen | (12:13) | meiste Tore: 6 Svensson | Flens-Arena Zuschauer: 3031 Schiedsrichter: Jesper Kirkholm Madsen & Henrik Mortensen |
| Di., 21. Februar 2023 18:45 Uhr | eurohandball.com      |         |                         | Flens-Arena Zuschauer: 3031 Schiedsrichter: Jesper Kirkholm Madsen & Henrik Mortensen |

| Di., 28. Februar 2023 20:45 Uhr | FTC Budapest        | 27:27   | Flensburg-Handewitt    | Riz Levente Sport- és Rendezvényközpont Zuschauer: 1500 Schiedsrichter: Bogdan Kaludjerović & Ivan Vujacic |
| Di., 28. Februar 2023 20:45 Uhr | meiste Tore: 9 Nagy | (15:13) | meiste Tore: 7 Mensing | Riz Levente Sport- és Rendezvényközpont Zuschauer: 1500 Schiedsrichter: Bogdan Kaludjerović & Ivan Vujacic |
| Di., 28. Februar 2023 20:45 Uhr | eurohandball.com    |         |                        | Riz Levente Sport- és Rendezvényközpont Zuschauer: 1500 Schiedsrichter: Bogdan Kaludjerović & Ivan Vujacic |

### Gruppe C
| Pl.                                  | Verein                | Sp. | S | U | N | Tore      | Diff. | Punkte |
| ------------------------------------ | --------------------- | --- | - | - | - | --------- | ----- | ------ |
| 1.                                   | RK Nexe               | 10  | 8 | 0 | 2 | 0311:2810 | +30   | 16     |
| 2.                                   | Sporting CP           | 10  | 7 | 0 | 3 | 0312:2940 | +18   | 14     |
| 3.                                   | Fraikin BM Granollers | 10  | 6 | 1 | 3 | 0315:3010 | +14   | 13     |
| 4.                                   | Skjern Håndbold       | 10  | 5 | 0 | 5 | 0294:2840 | +10   | 10     |
| 5.                                   | Alpla HC Hard         | 10  | 1 | 2 | 7 | 0270:3000 | −30   | 4      |
| 6.                                   | Balatonfüredi KSE     | 10  | 1 | 1 | 8 | 0274:3160 | −42   | 3      |
| Quelle: EHF, Stand: 28. Februar 2023 |                       |     |   |   |   |           |       |        |

Farblich hinterlegt:
Ergebnisse Gruppe C
|                       | Granollers | Skjern | KSE   | Sporting | Nexe  | Hard  |
| --------------------- | ---------- | ------ | ----- | -------- | ----- | ----- |
| Fraikin BM Granollers | X          | 34:31  | 33:30 | 32:29    | 25:22 | 38:28 |
| Skjern Håndbold       | 32:29      | X      | 32:26 | 28:30    | 29:30 | 27:23 |
| Balatonfüredi KSE     | 25:30      | 28:31  | X     | 25:31    | 28:31 | 27:26 |
| Sporting CP           | 38:31      | 28:24  | 35:32 | X        | 28:34 | 31:30 |
| RK Nexe               | 39:36      | 29:28  | 37:23 | 32:31    | X     | 22:29 |
| Alpla HC Hard         | 27:27      | 27:32  | 30:30 | 26:30    | 24:35 | X     |

Spiele von Alpla HC Hard:
| Di., 25. Oktober 2022 20:45 Uhr | Sporting CP          | 31:30   | Alpla HC Hard         | Pavilhão João Rocha Zuschauer: 509 Schiedsrichter: Igor Covalciuc & Alexei Covalciuc |
| Di., 25. Oktober 2022 20:45 Uhr | meiste Tore: 7 Costa | (18:18) | meiste Tore: 8 Horvat | Pavilhão João Rocha Zuschauer: 509 Schiedsrichter: Igor Covalciuc & Alexei Covalciuc |
| Di., 25. Oktober 2022 20:45 Uhr | eurohandball.com     |         |                       | Pavilhão João Rocha Zuschauer: 509 Schiedsrichter: Igor Covalciuc & Alexei Covalciuc |

| Di., 1. November 2022 20:45 Uhr | Alpla HC Hard          | 27:32   | Skjern Håndbold          | Sporthalle am See Zuschauer: 1500 Schiedsrichter: Arthur Brunner & Morad Salah |
| Di., 1. November 2022 20:45 Uhr | meiste Tore: 10 Horvat | (15:15) | meiste Tore: 8 Pettersen | Sporthalle am See Zuschauer: 1500 Schiedsrichter: Arthur Brunner & Morad Salah |
| Di., 1. November 2022 20:45 Uhr | eurohandball.com       |         |                          | Sporthalle am See Zuschauer: 1500 Schiedsrichter: Arthur Brunner & Morad Salah |

| Di., 22. November 2022 18:45 Uhr | Fraikin BM Granollers        | 38:28   | Alpla HC Hard          | Palau d’Esports de Granollers Zuschauer: 1325 Schiedsrichter: Bartosz Leszczynski & Marcin Piechota |
| Di., 22. November 2022 18:45 Uhr | meiste Tore: 6 Franco I Miro | (18:14) | meiste Tore: 6 Raschle | Palau d’Esports de Granollers Zuschauer: 1325 Schiedsrichter: Bartosz Leszczynski & Marcin Piechota |
| Di., 22. November 2022 18:45 Uhr | eurohandball.com             |         |                        | Palau d’Esports de Granollers Zuschauer: 1325 Schiedsrichter: Bartosz Leszczynski & Marcin Piechota |

| Di., 30. November 2022 20:45 Uhr | Alpla HC Hard                  | 24:35   | RK Nexe              | Sporthalle am See Zuschauer: 1000 Schiedsrichter: Yann Carmaux & Julien Mursch |
| Di., 30. November 2022 20:45 Uhr | meiste Tore: 7 Horvat, Schnabl | (11:18) | meiste Tore: 8 Melić | Sporthalle am See Zuschauer: 1000 Schiedsrichter: Yann Carmaux & Julien Mursch |
| Di., 30. November 2022 20:45 Uhr | eurohandball.com               |         |                      | Sporthalle am See Zuschauer: 1000 Schiedsrichter: Yann Carmaux & Julien Mursch |

| Di., 6. Dezember 2022 20:45 Uhr | Alpla HC Hard          | 30:30   | Balatonfüredi KSE       | Sporthalle am See Zuschauer: 1000 Schiedsrichter: Fabian Baumgart & Sascha Wild |
| Di., 6. Dezember 2022 20:45 Uhr | meiste Tore: 8 Raschle | (14:15) | meiste Tore: 9 Gostović | Sporthalle am See Zuschauer: 1000 Schiedsrichter: Fabian Baumgart & Sascha Wild |
| Di., 6. Dezember 2022 20:45 Uhr | eurohandball.com       |         |                         | Sporthalle am See Zuschauer: 1000 Schiedsrichter: Fabian Baumgart & Sascha Wild |

| Di., 13. Dezember 2022 17:00 Uhr | Balatonfüredi KSE                   | 27:26   | Alpla HC Hard           | Veszprém Aréna Zuschauer: 470 Schiedsrichter: Boris Mandak & Mario Rudinsky |
| Di., 13. Dezember 2022 17:00 Uhr | meiste Tore: 6 Sretenovic, Gostovic | (13:15) | meiste Tore: 10 Schnabl | Veszprém Aréna Zuschauer: 470 Schiedsrichter: Boris Mandak & Mario Rudinsky |
| Di., 13. Dezember 2022 17:00 Uhr | eurohandball.com                    |         |                         | Veszprém Aréna Zuschauer: 470 Schiedsrichter: Boris Mandak & Mario Rudinsky |

| Di., 7. Februar 2023 20:45 Uhr | Alpla HC Hard              | 26:31   | Sporting CP           | Sporthalle am See Zuschauer: 1000 Schiedsrichter: Mihai Marian Pirvu & Radu Mihai Potirniche |
| Di., 7. Februar 2023 20:45 Uhr | meiste Tore: 8 Predragović | (12:17) | meiste Tore: 12 Costa | Sporthalle am See Zuschauer: 1000 Schiedsrichter: Mihai Marian Pirvu & Radu Mihai Potirniche |
| Di., 7. Februar 2023 20:45 Uhr | eurohandball.com           |         |                       | Sporthalle am See Zuschauer: 1000 Schiedsrichter: Mihai Marian Pirvu & Radu Mihai Potirniche |

| Di., 14. Februar 2023 20:45 Uhr | Skjern Håndbold         | 27:23   | Alpla HC Hard          | Skjern Bank Arena Zuschauer: 2118 Schiedsrichter: Ismailj Metalari & Nenad Nikolovski |
| Di., 14. Februar 2023 20:45 Uhr | meiste Tore: 7 Bergholt | (13:10) | meiste Tore: 5 Raschle | Skjern Bank Arena Zuschauer: 2118 Schiedsrichter: Ismailj Metalari & Nenad Nikolovski |
| Di., 14. Februar 2023 20:45 Uhr | eurohandball.com        |         |                        | Skjern Bank Arena Zuschauer: 2118 Schiedsrichter: Ismailj Metalari & Nenad Nikolovski |

| Di., 21. Februar 2023 20:45 Uhr | RK Nexe              | 22:29   | Alpla HC Hard                        | Sportska dvorana kralja Tomislava Zuschauer: 1500 Schiedsrichter: Edin Kulovic & Vedad Skaljic |
| Di., 21. Februar 2023 20:45 Uhr | meiste Tore: 6 Melić | (12:14) | meiste Tore: 5 Raschle, Antanavičius | Sportska dvorana kralja Tomislava Zuschauer: 1500 Schiedsrichter: Edin Kulovic & Vedad Skaljic |
| Di., 21. Februar 2023 20:45 Uhr | eurohandball.com     |         |                                      | Sportska dvorana kralja Tomislava Zuschauer: 1500 Schiedsrichter: Edin Kulovic & Vedad Skaljic |

| Di., 28. Februar 2023 20:45 Uhr | Alpla HC Hard           | 27:27   | Fraikin BM Granollers | Sporthalle am See Zuschauer: 800 Schiedsrichter: Michalis Tzaferopoulos & Andreas Bethmann |
| Di., 28. Februar 2023 20:45 Uhr | meiste Tore: 10 Schnabl | (13:13) | meiste Tore: 5 García | Sporthalle am See Zuschauer: 800 Schiedsrichter: Michalis Tzaferopoulos & Andreas Bethmann |
| Di., 28. Februar 2023 20:45 Uhr | eurohandball.com        |         |                       | Sporthalle am See Zuschauer: 800 Schiedsrichter: Michalis Tzaferopoulos & Andreas Bethmann |

### Gruppe D
| Pl.                                  | Verein                  | Sp. | S  | U | N | Tore      | Diff. | Punkte |
| ------------------------------------ | ----------------------- | --- | -- | - | - | --------- | ----- | ------ |
| 1.                                   | Füchse Berlin           | 10  | 10 | 0 | 0 | 0343:2660 | +77   | 20     |
| 2.                                   | Skanderborg Aarhus      | 10  | 7  | 0 | 3 | 0307:2760 | +31   | 14     |
| 3.                                   | Bidasoa Irún            | 10  | 4  | 1 | 5 | 0295:2960 | −1    | 9      |
| 4.                                   | HK Motor Saporischschja | 10  | 3  | 1 | 6 | 0280:3050 | −25   | 7      |
| 5.                                   | RK Eurofarm Pelister    | 10  | 2  | 2 | 6 | 0271:3030 | −32   | 6      |
| 6.                                   | Águas Santas Milaneza   | 10  | 1  | 2 | 7 | 0252:3020 | −50   | 4      |
| Quelle: EHF, Stand: 28. Februar 2023 |                         |     |    |   |   |           |       |        |

Farblich hinterlegt:
Ergebnisse Gruppe D
|                       | Füchse | Eurofarm | Motor | Irún  | Sk.-A. | Águas |
| --------------------- | ------ | -------- | ----- | ----- | ------ | ----- |
| Füchse Berlin         | X      | 34:25    | 32:24 | 34:29 | 30:24  | 34:20 |
| Eurofarm Pelister     | 34:43  | X        | 25:27 | 29:29 | 27:30  | 27:27 |
| Motor Saporischschja  | 27:38  | 30:33    | X     | 33:31 | 31:37  | 30:24 |
| Bidasoa Irún          | 32:40  | 32:20    | 26:22 | X     | 29:26  | 35:26 |
| Skanderborg-Aarhus    | 28:29  | 24:22    | 33:30 | 38:27 | X      | 33:26 |
| Águas Santas Milaneza | 23:29  | 27:29    | 26:26 | 28:25 | 25:34  | X     |

Spiele der Füchse Berlin:
| Di., 25. Oktober 2022 18:45 Uhr | Motor Saporischschja       | 27:38   | Füchse Berlin          | Castello Düsseldorf Zuschauer: 411 Schiedsrichter: Rickard Canbro & Jasmin Kliko |
| Di., 25. Oktober 2022 18:45 Uhr | meiste Tore: 9 Turtschenko | (10:19) | meiste Tore: 9 Vujović | Castello Düsseldorf Zuschauer: 411 Schiedsrichter: Rickard Canbro & Jasmin Kliko |
| Di., 25. Oktober 2022 18:45 Uhr | eurohandball.com           |         |                        | Castello Düsseldorf Zuschauer: 411 Schiedsrichter: Rickard Canbro & Jasmin Kliko |

| Di., 1. November 2022 20:45 Uhr | Füchse Berlin            | 34:29   | Bidasoa Irún                 | Max-Schmeling-Halle Zuschauer: 4517 Schiedsrichter: Lars Jorum & Havard Kleven |
| Di., 1. November 2022 20:45 Uhr | meiste Tore: 7 Lichtlein | (15:12) | meiste Tore: 10 Azkue Saizar | Max-Schmeling-Halle Zuschauer: 4517 Schiedsrichter: Lars Jorum & Havard Kleven |
| Di., 1. November 2022 20:45 Uhr | eurohandball.com         |         |                              | Max-Schmeling-Halle Zuschauer: 4517 Schiedsrichter: Lars Jorum & Havard Kleven |

| Di., 22. November 2022 18:45 Uhr | Eurofarm Pelister       | 34:43   | Füchse Berlin          | Boro Curlevski - Mladost Bitola Zuschauer: 2500 Schiedsrichter: Adam Biro & Oliver Kiss |
| Di., 22. November 2022 18:45 Uhr | meiste Tore: 8 Peševski | (14:22) | meiste Tore: 8 Vujović | Boro Curlevski - Mladost Bitola Zuschauer: 2500 Schiedsrichter: Adam Biro & Oliver Kiss |
| Di., 22. November 2022 18:45 Uhr | eurohandball.com        |         |                        | Boro Curlevski - Mladost Bitola Zuschauer: 2500 Schiedsrichter: Adam Biro & Oliver Kiss |

| Di., 29. November 2022 20:45 Uhr | Füchse Berlin           | 34:20  | Águas Santas Milaneza   | Max-Schmeling-Halle Zuschauer: 3247 Schiedsrichter: Andrej Budzak & Michal Zahradnik |
| Di., 29. November 2022 20:45 Uhr | meiste Tore: 13 Vujović | (17:9) | meiste Tore: 8 Oliveira | Max-Schmeling-Halle Zuschauer: 3247 Schiedsrichter: Andrej Budzak & Michal Zahradnik |
| Di., 29. November 2022 20:45 Uhr | eurohandball.com        |        |                         | Max-Schmeling-Halle Zuschauer: 3247 Schiedsrichter: Andrej Budzak & Michal Zahradnik |

| Di., 6. Dezember 2022 18:45 Uhr | Füchse Berlin          | 30:24   | Skanderborg-Aarhus     | Max-Schmeling-Halle Zuschauer: 4700 Schiedsrichter: Mihai Marian Pirvu & Radu Mihai Potirniche |
| Di., 6. Dezember 2022 18:45 Uhr | meiste Tore: 7 Vujović | (15:13) | meiste Tore: 9 Balling | Max-Schmeling-Halle Zuschauer: 4700 Schiedsrichter: Mihai Marian Pirvu & Radu Mihai Potirniche |
| Di., 6. Dezember 2022 18:45 Uhr | eurohandball.com       |         |                        | Max-Schmeling-Halle Zuschauer: 4700 Schiedsrichter: Mihai Marian Pirvu & Radu Mihai Potirniche |

| Di., 13. Dezember 2022 18:45 Uhr | Skanderborg-Aarhus     | 28:29   | Füchse Berlin           | Skanderborg Fælled Zuschauer: 2240 Schiedsrichter: Péter Horváth & Balázs Marton |
| Di., 13. Dezember 2022 18:45 Uhr | meiste Tore: 6 Balling | (16:15) | meiste Tore: 8 Lindberg | Skanderborg Fælled Zuschauer: 2240 Schiedsrichter: Péter Horváth & Balázs Marton |
| Di., 13. Dezember 2022 18:45 Uhr | eurohandball.com       |         |                         | Skanderborg Fælled Zuschauer: 2240 Schiedsrichter: Péter Horváth & Balázs Marton |

| Di., 7. Februar 2023 18:45 Uhr | Füchse Berlin        | 32:24   | Motor Saporischschja        | Max-Schmeling-Halle Zuschauer: 4595 Schiedsrichter: Michalis Tzaferopoulos & Andreas Bethmann |
| Di., 7. Februar 2023 18:45 Uhr | meiste Tore: 11 Holm | (18:10) | meiste Tore: 12 Turtschenko | Max-Schmeling-Halle Zuschauer: 4595 Schiedsrichter: Michalis Tzaferopoulos & Andreas Bethmann |
| Di., 7. Februar 2023 18:45 Uhr | eurohandball.com     |         |                             | Max-Schmeling-Halle Zuschauer: 4595 Schiedsrichter: Michalis Tzaferopoulos & Andreas Bethmann |

| Di., 14. Februar 2023 20:45 Uhr | Bidasoa Irún                 | 32:40   | Füchse Berlin          | Polideportivo Artaleku Zuschauer: 1786 Schiedsrichter: Kursad Erdogan & Ibrahim Özdeniz |
| Di., 14. Februar 2023 20:45 Uhr | meiste Tore: 7 Ugarte Cortes | (17:23) | meiste Tore: 7 Vujović | Polideportivo Artaleku Zuschauer: 1786 Schiedsrichter: Kursad Erdogan & Ibrahim Özdeniz |
| Di., 14. Februar 2023 20:45 Uhr | eurohandball.com             |         |                        | Polideportivo Artaleku Zuschauer: 1786 Schiedsrichter: Kursad Erdogan & Ibrahim Özdeniz |

| Di., 21. Februar 2023 20:45 Uhr | Füchse Berlin         | 34:25   | Eurofarm Pelister                        | Max-Schmeling-Halle Zuschauer: 4517 Schiedsrichter: Yann Carmaux & Julien Mursch |
| Di., 21. Februar 2023 20:45 Uhr | meiste Tore: 6 Gidsel | (18:12) | meiste Tore: 5 Kisum, Kosteski, Vasiliev | Max-Schmeling-Halle Zuschauer: 4517 Schiedsrichter: Yann Carmaux & Julien Mursch |
| Di., 21. Februar 2023 20:45 Uhr | eurohandball.com      |         |                                          | Max-Schmeling-Halle Zuschauer: 4517 Schiedsrichter: Yann Carmaux & Julien Mursch |

| Di., 28. Februar 2023 20:45 Uhr | Águas Santas Milaneza         | 23:29   | Füchse Berlin                 | Pavilhão de Águas Santas Zuschauer: 400 Schiedsrichter: Ivars Cernavskis & Edmunds Bogdanovs |
| Di., 28. Februar 2023 20:45 Uhr | meiste Tore: 4 Morais Furtado | (10:17) | meiste Tore: 5 Vujović, Wiede | Pavilhão de Águas Santas Zuschauer: 400 Schiedsrichter: Ivars Cernavskis & Edmunds Bogdanovs |
| Di., 28. Februar 2023 20:45 Uhr | eurohandball.com              |         |                               | Pavilhão de Águas Santas Zuschauer: 400 Schiedsrichter: Ivars Cernavskis & Edmunds Bogdanovs |

Das Team Motor Saporischschja trägt seine Heimspiele wegen der russischen Invasion in der Ukraine 2022 in Düsseldorf aus, wohin die Mannschaft geflüchtet war.

## Runde der letzten 16
In dieser Runde („Last 16“) traten die 16 Teams an, die sich in der Gruppenphase qualifiziert hatten. Sie spielten im K.-o.-System in Hin- und Rückspiel am 21. und 28. März 2023. Dabei trafen die Gruppenersten auf Teams, die die Gruppenphase auf Platz 4 beendeten, und Gruppenzweite auf Gruppendritte.
Die acht Gesamtsieger aus beiden Spielen zogen in das Viertelfinale ein.
Nachdem sie ihre ersten sechs Gruppenspiele gewonnen hatten, waren die Teams Montpellier Handball und Füchse Berlin schon für das Viertelfinale qualifiziert. Nach dem siebten Spieltag standen auch die Teams Göppingen, Flensburg, Nexe, Granollers, Sporting und Skanderborg als Teilnehmer der Runde fest. Am 8. Spieltag sicherten sich die Kadetten, Ystads und Skjern einen Startplatz in der Runde. Nach dem neunten Spieltag standen auch Valur, Bidasoa und Benfica als Teilnehmer dieser Runde fest. Die beiden letzten Startplätze sicherten sich am letzten Spieltag die Teams FTC und Motor.
| Gruppenvierter der Gruppe A | Gruppenerster der Gruppe B | Gesamtergebnis | Hinspiel | Rückspiel | Gesamtsieger           |
| --------------------------- | -------------------------- | -------------- | -------- | --------- | ---------------------- |
| Benfica Lissabon            | SG Flensburg-Handewitt     | 54:72          | 26:39    | 28:33     | SG Flensburg-Handewitt |

| 21. März 2023 20:45 Uhr | Benfica Lissabon      | 26:39   | SG Flensburg-Handewitt  | Pav. Luz No. 2 Zuschauer: 890 Schiedsrichter: Marko Sekulic & Vladimir Jovandic |
| 21. März 2023 20:45 Uhr | meiste Tore: 5 Semedo | (10:21) | meiste Tore: 9 Jakobsen | Pav. Luz No. 2 Zuschauer: 890 Schiedsrichter: Marko Sekulic & Vladimir Jovandic |
| 21. März 2023 20:45 Uhr | eurohandball.com      |         |                         | Pav. Luz No. 2 Zuschauer: 890 Schiedsrichter: Marko Sekulic & Vladimir Jovandic |

| 28. März 2023 18:45 Uhr | SG Flensburg-Handewitt     | 33:28   | Benfica Lissabon        | Flens-Arena Zuschauer: 3364 Schiedsrichter: Adam Biro & Oliver Kiss |
| 28. März 2023 18:45 Uhr | meiste Tore: 6 Johannessen | (19:15) | meiste Tore: 5 Grigoraș | Flens-Arena Zuschauer: 3364 Schiedsrichter: Adam Biro & Oliver Kiss |
| 28. März 2023 18:45 Uhr | eurohandball.com           |         |                         | Flens-Arena Zuschauer: 3364 Schiedsrichter: Adam Biro & Oliver Kiss |

| Gruppendritter der Gruppe B | Gruppenzweiter der Gruppe A | Gesamtergebnis | Hinspiel | Rückspiel | Gesamtsieger         |
| --------------------------- | --------------------------- | -------------- | -------- | --------- | -------------------- |
| Valur Reykjavík             | Frisch Auf Göppingen        | 60:69          | 29:36    | 31:33     | Frisch Auf Göppingen |

| 21. März 2023 20:45 Uhr | Valur Reykjavík          | 29:36   | Frisch Auf Göppingen      | Origo Höllin Zuschauer: 1805 Schiedsrichter: Kursad Erdogan & Ibrahim Özdeniz |
| 21. März 2023 20:45 Uhr | meiste Tore: 8 Magnússon | (13:17) | meiste Tore: 10 Gulliksen | Origo Höllin Zuschauer: 1805 Schiedsrichter: Kursad Erdogan & Ibrahim Özdeniz |
| 21. März 2023 20:45 Uhr | eurohandball.com         |         |                           | Origo Höllin Zuschauer: 1805 Schiedsrichter: Kursad Erdogan & Ibrahim Özdeniz |

| 28. März 2023 20:45 Uhr | Frisch Auf Göppingen | 33:31   | Valur Reykjavík         | EWS Arena Zuschauer: 3400 Schiedsrichter: Daniel Accoto Martins & Roberto Accoto Martins |
| 28. März 2023 20:45 Uhr | meiste Tore: 8 Malus | (18:15) | meiste Tore: 11 Jónsson | EWS Arena Zuschauer: 3400 Schiedsrichter: Daniel Accoto Martins & Roberto Accoto Martins |
| 28. März 2023 20:45 Uhr | eurohandball.com     |         |                         | EWS Arena Zuschauer: 3400 Schiedsrichter: Daniel Accoto Martins & Roberto Accoto Martins |

| Gruppenvierter der Gruppe C | Gruppenerster der Gruppe D | Gesamtergebnis | Hinspiel | Rückspiel | Gesamtsieger  |
| --------------------------- | -------------------------- | -------------- | -------- | --------- | ------------- |
| Skjern Håndbold             | Füchse Berlin              | 55:66          | 23:28    | 32:38     | Füchse Berlin |

| 21. März 2023 18:45 Uhr | Skjern Håndbold          | 23:28   | Füchse Berlin        | Skjern Bank Arena Zuschauer: 3264 Schiedsrichter: Javier Alvarez Mata & Yon Bustamante Lopez |
| 21. März 2023 18:45 Uhr | meiste Tore: 5 Rasmussen | (11:14) | meiste Tore: 9 Weber | Skjern Bank Arena Zuschauer: 3264 Schiedsrichter: Javier Alvarez Mata & Yon Bustamante Lopez |
| 21. März 2023 18:45 Uhr | eurohandball.com         |         |                      | Skjern Bank Arena Zuschauer: 3264 Schiedsrichter: Javier Alvarez Mata & Yon Bustamante Lopez |

| 28. März 2023 20:45 Uhr | Füchse Berlin        | 38:32   | Skjern Håndbold          | Max-Schmeling-Halle Zuschauer: 4524 Schiedsrichter: Igor Covalciuc & Alexei Covalciuc |
| 28. März 2023 20:45 Uhr | meiste Tore: 8 Weber | (21:18) | meiste Tore: 11 Bergholt | Max-Schmeling-Halle Zuschauer: 4524 Schiedsrichter: Igor Covalciuc & Alexei Covalciuc |
| 28. März 2023 20:45 Uhr | eurohandball.com     |         |                          | Max-Schmeling-Halle Zuschauer: 4524 Schiedsrichter: Igor Covalciuc & Alexei Covalciuc |

| Gruppendritter der Gruppe A | Gruppenzweiter der Gruppe B | Gesamtergebnis | Hinspiel | Rückspiel | Gesamtsieger          |
| --------------------------- | --------------------------- | -------------- | -------- | --------- | --------------------- |
| Kadetten Schaffhausen       | Ystads IF HF                | 65:57          | 38:32    | 27:25     | Kadetten Schaffhausen |

| 21. März 2023 20:45 Uhr | Kadetten Schaffhausen       | 38:32   | Ystads IF HF             | BBC-Arena Zuschauer: 1049 Schiedsrichter: Duarte Santos & Ricardo Fonseca |
| 21. März 2023 20:45 Uhr | meiste Tore: 14 Ríkharðsson | (21:17) | meiste Tore: 8 Andersson | BBC-Arena Zuschauer: 1049 Schiedsrichter: Duarte Santos & Ricardo Fonseca |
| 21. März 2023 20:45 Uhr | eurohandball.com            |         |                          | BBC-Arena Zuschauer: 1049 Schiedsrichter: Duarte Santos & Ricardo Fonseca |

| 28. März 2023 18:45 Uhr | Ystads IF HF                      | 25:27  | Kadetten Schaffhausen      | Ystad Arena Zuschauer: 1212 Schiedsrichter: Karim Gasmi & Raouf Gasmi |
| 28. März 2023 18:45 Uhr | meiste Tore: 5 Fernebrand, Honoré | (9:14) | meiste Tore: 8 Ríkharðsson | Ystad Arena Zuschauer: 1212 Schiedsrichter: Karim Gasmi & Raouf Gasmi |
| 28. März 2023 18:45 Uhr | eurohandball.com                  |        |                            | Ystad Arena Zuschauer: 1212 Schiedsrichter: Karim Gasmi & Raouf Gasmi |

| Gruppenvierter der Gruppe D | Gruppenerster der Gruppe C | Gesamtergebnis | Hinspiel | Rückspiel | Gesamtsieger |
| --------------------------- | -------------------------- | -------------- | -------- | --------- | ------------ |
| HK Motor Saporischschja     | RK Nexe                    | 52:54          | 23:27    | 29:27     | RK Nexe      |

| 21. März 2023 18:45 Uhr | HK Motor Saporischschja                     | 23:27  | RK Nexe              | Castello Düsseldorf Zuschauer: 1583 Schiedsrichter: Boris Mandak & Mario Rudinsky |
| 21. März 2023 18:45 Uhr | meiste Tore: 5 Turtschenko, Horiha, Kubatko | (8:13) | meiste Tore: 7 Vejin | Castello Düsseldorf Zuschauer: 1583 Schiedsrichter: Boris Mandak & Mario Rudinsky |
| 21. März 2023 18:45 Uhr | eurohandball.com                            |        |                      | Castello Düsseldorf Zuschauer: 1583 Schiedsrichter: Boris Mandak & Mario Rudinsky |

| 28. März 2023 18:45 Uhr | RK Nexe                | 27:29  | HK Motor Saporischschja    | OS Kralja Tomislava Zuschauer: 2000 Schiedsrichter: Jesper Kirkholm Madsen & Henrik Mortensen |
| 28. März 2023 18:45 Uhr | meiste Tore: 8 Severec | (9:16) | meiste Tore: 7 Turtschenko | OS Kralja Tomislava Zuschauer: 2000 Schiedsrichter: Jesper Kirkholm Madsen & Henrik Mortensen |
| 28. März 2023 18:45 Uhr | eurohandball.com       |        |                            | OS Kralja Tomislava Zuschauer: 2000 Schiedsrichter: Jesper Kirkholm Madsen & Henrik Mortensen |

| Gruppendritter der Gruppe C | Gruppenzweiter der Gruppe D | Gesamtergebnis | Hinspiel | Rückspiel | Gesamtsieger          |
| --------------------------- | --------------------------- | -------------- | -------- | --------- | --------------------- |
| Fraikin BM Granollers       | Skanderborg Aarhus          | 62:59          | 32:34    | 30:25     | Fraikin BM Granollers |

| 21. März 2023 20:45 Uhr | Fraikin BM Granollers        | 32:34   | Skanderborg-Aarhus       | Palau d’Esports de Granollers Zuschauer: 1500 Schiedsrichter: Miljan Vesovic & Novica Mitrovic |
| 21. März 2023 20:45 Uhr | meiste Tore: 6 Gurri, García | (12:20) | meiste Tore: 9 av Teigum | Palau d’Esports de Granollers Zuschauer: 1500 Schiedsrichter: Miljan Vesovic & Novica Mitrovic |
| 21. März 2023 20:45 Uhr | eurohandball.com             |         |                          | Palau d’Esports de Granollers Zuschauer: 1500 Schiedsrichter: Miljan Vesovic & Novica Mitrovic |

| 28. März 2023 | Skanderborg-Aarhus                   | 25:30   | Fraikin BM Granollers | Skanderborg Fælled Zuschauer: 1600 Schiedsrichter: Denis Bolic & Christoph Hurich |
| 28. März 2023 | meiste Tore: 6 Petersen, 6 Arnoldsen | (13:16) | meiste Tore: 8 Gurri  | Skanderborg Fælled Zuschauer: 1600 Schiedsrichter: Denis Bolic & Christoph Hurich |
| 28. März 2023 | eurohandball.com                     |         |                       | Skanderborg Fælled Zuschauer: 1600 Schiedsrichter: Denis Bolic & Christoph Hurich |

| Gruppendritter der Gruppe D | Gruppenzweiter der Gruppe C | Gesamtergebnis | Hinspiel | Rückspiel | Gesamtsieger |
| --------------------------- | --------------------------- | -------------- | -------- | --------- | ------------ |
| Bidasoa Irún                | Sporting CP                 | 58:61          | 30:27    | 28:34     | Sporting CP  |

| 21. März 2023 20:45 Uhr | Bidasoa Irún                | 30:27   | Sporting CP          | Polideportivo Artaleku Zuschauer: 1556 Schiedsrichter: Radojko Brkic & Andrei Jusufhodzic |
| 21. März 2023 20:45 Uhr | meiste Tore: 6 Azkue Saizar | (11:12) | meiste Tore: 8 Costa | Polideportivo Artaleku Zuschauer: 1556 Schiedsrichter: Radojko Brkic & Andrei Jusufhodzic |
| 21. März 2023 20:45 Uhr | eurohandball.com            |         |                      | Polideportivo Artaleku Zuschauer: 1556 Schiedsrichter: Radojko Brkic & Andrei Jusufhodzic |

| 28. März 2023 | Sporting CP           | 34:28   | Bidasoa Irún                 | Pavilhão João Rocha Zuschauer: 1784 Schiedsrichter: Fabian Baumgart & Sascha Wild |
| 28. März 2023 | meiste Tore: 10 Costa | (15:12) | meiste Tore: 10 Azkue Saizar | Pavilhão João Rocha Zuschauer: 1784 Schiedsrichter: Fabian Baumgart & Sascha Wild |
| 28. März 2023 | eurohandball.com      |         |                              | Pavilhão João Rocha Zuschauer: 1784 Schiedsrichter: Fabian Baumgart & Sascha Wild |

| Gruppenvierter der Gruppe B | Gruppenerster der Gruppe A | Gesamtergebnis | Hinspiel | Rückspiel | Gesamtsieger         |
| --------------------------- | -------------------------- | -------------- | -------- | --------- | -------------------- |
| FTC Budapest                | Montpellier Handball       | 59:79          | 30:36    | 29:43     | Montpellier Handball |

| 21. März 2023 | FTC Budapest        | 30:36   | Montpellier Handball   | Riz Levente Sport- és Rendezvényközpont Zuschauer: 1500 Schiedsrichter: Jakub Jerlecki & Maciej Labun |
| 21. März 2023 | meiste Tore: 9 Nagy | (17:16) | meiste Tore: 7 Simonet | Riz Levente Sport- és Rendezvényközpont Zuschauer: 1500 Schiedsrichter: Jakub Jerlecki & Maciej Labun |
| 21. März 2023 | eurohandball.com    |         |                        | Riz Levente Sport- és Rendezvényközpont Zuschauer: 1500 Schiedsrichter: Jakub Jerlecki & Maciej Labun |

| 28. März 2023 | Montpellier Handball | 43:29   | FTC Budapest          | FDI Stadium Zuschauer: 2700 Schiedsrichter: Ivars Cernavskis & Edmunds Bogdanovs |
| 28. März 2023 | meiste Tore: 7 Bos   | (23:11) | meiste Tore: 7 Balogh | FDI Stadium Zuschauer: 2700 Schiedsrichter: Ivars Cernavskis & Edmunds Bogdanovs |
| 28. März 2023 | eurohandball.com     |         |                       | FDI Stadium Zuschauer: 2700 Schiedsrichter: Ivars Cernavskis & Edmunds Bogdanovs |

## Viertelfinale
Die Viertelfinalspiele fanden am 11. und 18. April 2023 statt. Die vier Sieger zogen in das Halbfinale ein.
| Mannschaft 1 | Mannschaft 2         | Gesamtergebnis | Hinspiel | Rückspiel | Gesamtsieger         |
| ------------ | -------------------- | -------------- | -------- | --------- | -------------------- |
| Sporting CP  | Montpellier Handball | 62:63          | 32:32    | 30:31     | Montpellier Handball |

| 11. April 2023 20:45 Uhr | Sporting CP                     | 32:32   | Montpellier Handball | Pavilhão João Rocha Zuschauer: 1.931 Schiedsrichter: Horváth, Marton |
| 11. April 2023 20:45 Uhr | meiste Tore: 7 F.Costa, M.Costa | (18:17) | meiste Tore: 7 Lenne | Pavilhão João Rocha Zuschauer: 1.931 Schiedsrichter: Horváth, Marton |
| 11. April 2023 20:45 Uhr | Spielbericht                    |         |                      | Pavilhão João Rocha Zuschauer: 1.931 Schiedsrichter: Horváth, Marton |

| 18. April 2023 20:45 Uhr | Montpellier Handball | 31:30   | Sporting CP             | FDI Stadium Zuschauer: 3.000 Schiedsrichter: Boričić / Marković |
| 18. April 2023 20:45 Uhr | meiste Tore: 7 Bos   | (16:14) | meiste Tore: 8 Salvador | FDI Stadium Zuschauer: 3.000 Schiedsrichter: Boričić / Marković |
| 18. April 2023 20:45 Uhr | Spielbericht         |         |                         | FDI Stadium Zuschauer: 3.000 Schiedsrichter: Boričić / Marković |

| Mannschaft 1          | Mannschaft 2  | Gesamtergebnis | Hinspiel | Rückspiel | Gesamtsieger  |
| --------------------- | ------------- | -------------- | -------- | --------- | ------------- |
| Kadetten Schaffhausen | Füchse Berlin | 61:63          | 37:33    | 24:30     | Füchse Berlin |

| 11. April 2023 18:45 Uhr | Kadetten Schaffhausen       | 37:33   | Füchse Berlin            | BBC-Arena Zuschauer: 3.500 Schiedsrichter: Mitrevski / Todorovski |
| 11. April 2023 18:45 Uhr | meiste Tore: Ríkharðsson 15 | (19:18) | meiste Tore: Anderssen 7 | BBC-Arena Zuschauer: 3.500 Schiedsrichter: Mitrevski / Todorovski |
| 11. April 2023 18:45 Uhr | Spielbericht                |         |                          | BBC-Arena Zuschauer: 3.500 Schiedsrichter: Mitrevski / Todorovski |

| 18. April 2023 18:45 Uhr | Füchse Berlin          | 30:24   | Kadetten Schaffhausen      | Max-Schmeling-Halle Zuschauer: 7.911 Schiedsrichter: Stark / Stefan |
| 18. April 2023 18:45 Uhr | meiste Tore: Gidsel 10 | (17:15) | meiste Tore: Ríkharðsson 6 | Max-Schmeling-Halle Zuschauer: 7.911 Schiedsrichter: Stark / Stefan |
| 18. April 2023 18:45 Uhr | Spielbericht           |         |                            | Max-Schmeling-Halle Zuschauer: 7.911 Schiedsrichter: Stark / Stefan |

| Mannschaft 1         | Mannschaft 2 | Gesamtergebnis | Hinspiel | Rückspiel | Gesamtsieger         |
| -------------------- | ------------ | -------------- | -------- | --------- | -------------------- |
| Frisch Auf Göppingen | RK Nexe      | 63:50          | 32:23    | 31:27     | Frisch Auf Göppingen |

| 11. April 2023 20:45 Uhr | Frisch Auf Göppingen                  | 32:23  | RK Nexe              | EWS Arena Zuschauer: 4.200 Schiedsrichter: Andorka, Hucker |
| 11. April 2023 20:45 Uhr | meiste Tore: Schiller, Gulliksen je 7 | (15:9) | meiste Tore: Kević 7 | EWS Arena Zuschauer: 4.200 Schiedsrichter: Andorka, Hucker |
| 11. April 2023 20:45 Uhr | Spielbericht                          |        |                      | EWS Arena Zuschauer: 4.200 Schiedsrichter: Andorka, Hucker |

| 18. April 2023 18:45 Uhr | RK Nexe              | 27:31   | Frisch Auf Göppingen | Sportska dvorana kralja Tomislava Zuschauer: 2.000 Schiedsrichter: Cacdor / Nicolau |
| 18. April 2023 18:45 Uhr | meiste Tore: Kević 8 | (12:13) | meiste Tore: Šarac 6 | Sportska dvorana kralja Tomislava Zuschauer: 2.000 Schiedsrichter: Cacdor / Nicolau |
| 18. April 2023 18:45 Uhr | Spielbericht         |         |                      | Sportska dvorana kralja Tomislava Zuschauer: 2.000 Schiedsrichter: Cacdor / Nicolau |

| Mannschaft 1          | Mannschaft 2           | Gesamtergebnis | Hinspiel | Rückspiel | Gesamtsieger          |
| --------------------- | ---------------------- | -------------- | -------- | --------- | --------------------- |
| Fraikin BM Granollers | SG Flensburg-Handewitt | 65:58          | 30:31    | 35:27     | Fraikin BM Granollers |

| 11. April 2023 18:45 Uhr | Fraikin BM Granollers                             | 30:31   | SG Flensburg-Handewitt       | Palau d’Esports de Granollers Zuschauer: 2.000 Schiedsrichter: Loncar / Loncar |
| 11. April 2023 18:45 Uhr | meiste Tore: Esteban Salinas, Antonio Garcia je 6 | (14:17) | meiste Tore: Emil Jakobsen 9 | Palau d’Esports de Granollers Zuschauer: 2.000 Schiedsrichter: Loncar / Loncar |
| 11. April 2023 18:45 Uhr | Spielbericht                                      |         |                              | Palau d’Esports de Granollers Zuschauer: 2.000 Schiedsrichter: Loncar / Loncar |

| 18. April 2023 20:45 Uhr | SG Flensburg-Handewitt       | 27:35   | Fraikin BM Granollers       | Campushalle Zuschauer: 2.718 Schiedsrichter: Carmaux / Mursch |
| 18. April 2023 20:45 Uhr | meiste Tore: Emil Jakobsen 6 | (12:16) | meiste Tore: Yusuf Faruk 10 | Campushalle Zuschauer: 2.718 Schiedsrichter: Carmaux / Mursch |
| 18. April 2023 20:45 Uhr | Spielbericht                 |         |                             | Campushalle Zuschauer: 2.718 Schiedsrichter: Carmaux / Mursch |

## Halbfinale und Finale („Final 4“)
Die Spiele im Halbfinale und das Spiel um den Gewinn der EHF European League 2022/23 fanden am Wochenende 27./28. Mai 2023 statt. Die EHF startete im November 2022 die Ausschreibung für die Austragung des „Final 4“ genannten Finalspielwochenendes. Als Austragungsort wurde Anfang Februar 2023 Flensburg ausgewählt.
Erstmals seit der Einführung von Final4-Veranstaltungen der EHF im Jahr 2013 war der Gastgeber nicht qualifiziert; die SG Flensburg-Handewitt schied im Viertelfinale aus. Der SG-Geschäftsführer Holger Glandorf sprach von einem „herben finanziellen Verlust“.
Alle vier Teilnehmer hatten schon in einem Final4 gespielt: Montpellier HB 2014, Füchse Berlin 2014, 2015, 2017, 2018 und 2019, Frisch Auf Göppingen 2013, 2016, 2017 und 2018 sowie Fraikin BM Granollers 2016.
Drei der Teams im Final4 gewannen den EHF-Pokal (Vorgänger der EHF European League) bereits, nämlich die Mannschaften aus Granollers (1995, 1996), Göppingen (2011, 2012, 2016, 2017) und Berlin (2015, 2018). Die vierte Mannschaft im Final4, das Team aus Montpellier, gewann bereits die EHF Champions League (2003, 2018).
Am 20. April 2023 wurden die Halbfinalpartien ausgelost:

### 1. Halbfinale
|                      | Ergebnis      |               | Datum und Zeit     |
| -------------------- | ------------- | ------------- | ------------------ |
| Montpellier Handball | 29:35 (16:16) | Füchse Berlin | Sa. 27. Mai, 15:30 |

Montpellier Handball: Bolzinger, Desbonnet – Villeminot   (4), Berthier, Pellas  (1), Tskhovrebadze, Bos  (6), Fernández Fernández, Panić, A.Lenne  (2), Skube (5), Konan , Jensen, Porte (1), Y.Lenne (6), Načinović  (4)
Füchse Berlin: Kirejew, Milosavljev – Wiede (2), Darj  (2), Holm (3), Andersson  (1), Lichtlein, Lindberg (8), Gidsel (6), Freihöfer (1), Langhoff, Kopljar (1), Vujović (5), Weber, Marsenić  (6)
Schiedsrichter  Daniel  Accoto Martins, Roberto  Accoto Martins

### 2. Halbfinale
|                       | Ergebnis      |                      | Datum und Zeit     |
| --------------------- | ------------- | -------------------- | ------------------ |
| Fraikin BM Granollers | 31:29 (16:18) | Frisch Auf Göppingen | Sa. 27. Mai, 18:00 |

Fraikin BM Granollers: Guàrdia, da Rosa – Yusuf  (6), Torriani (1), Gurri (9), Romero, Rey , Salinas (3), Reguart, de Sande, Amigó  , Moreno, Castillo, Franco (5), Roca, García  (6)
Frisch Auf Göppingen: Rebmann, Šego – Neudeck, Kneule  (1), Duarte, Andersen (4), Heymann (1), Šarac (5), Blagotinšek  , Schiller (4), Goller, Gulliksen (3), Hermann, Kozina (5), Malus (2), Schmidt  (4)
Schiedsrichter  Amar Konjičanin, Dino Konjičanin

### Kleines Finale
|                      | Ergebnis      |                      | Datum und Zeit     |
| -------------------- | ------------- | -------------------- | ------------------ |
| Montpellier Handball | 29:33 (17:16) | Frisch Auf Göppingen | So. 28. Mai, 15:30 |

Montpellier Handball: Bolzinger, Desbonnet – Villeminot (6), Berthier, Pellas, Tskhovrebadze, Bos (7), Fernández (1), Panić, A.Lenne  (3), Skube (4), Konan (2), Jensen , Porte   (1), Y.Lenne (4), Načinović (1)
Frisch Auf Göppingen: Buchele, Rebmann, Šego – Neudeck, Duarte (2), Andersen (2), Šarac     (5), Blagotinšek (3), Schiller (6),  Röller, Goller (4), Hermann, Kozina  (3), Malus (5), Schmidt (3)
Schiedsrichter  Denis Bolić, Christoph Hurich

### Finale
Das Finale der EHF European League fand am 28. Mai 2023 in der Campushalle statt. Die Füchse Berlin gewannen den Wettbewerb durch einen Sieg gegen Fraikin BM Granollers. Es war der erste Titel in der EHF European League für den Verein aus Deutschland.
|               | Ergebnis                     |                       | Datum und Zeit      |
| ------------- | ---------------------------- | --------------------- | ------------------- |
| Füchse Berlin | 36:31 (16:12) Spielstatistik | Fraikin BM Granollers | 28. Mai 2023, 18:00 |

Aufgebote:
Füchse Berlin: Milosavljev (10 von 41 Würfen gehalten), Kirejew – Wiede (6 Tore), Darj  (1 Tor), Holm (2 Tore), Andersson (8 Tore), Lichtlein, Lindberg (6 Tore, davon 3 Siebenmeter), Gidsel (5 Tore), Freihöfer, Langhoff, Kopljar  , Vujović (2 Tore), Weber (1 Tor), Marsenić (5 Tore); Trainer: Jaron Siewert
Fraikin BM Granollers: da Rosa (10 von 42 Würfen gehalten), Guàrdia (1 von 4 Würfen gehalten) – Yusuf  (2 Tore), Torriani (3 Tore), Gurri  (3 Tore), Romero (1 Tor), Rey  (2 Tore), Salinas (7 Tore), Reguart, de Sande, Amigó  , Guijarro (1 Tor, Siebenmeter), Castillo, Franco (4 Tore), Roca (1 Tor), García (7 Tore, davon 1 Siebenmeter); Trainer: Antonio Rama
Schiedsrichter:  Jesper Kirkholm Madsen, Henrik Mortensen
Zuschauer: 4300
MVP:: Fabian Wiede (Füchse Berlin)

## Torschützen
| Platz | Spieler               | Mannschaft              | Spiele | Tore | Würfe | Effizienz |
| ----- | --------------------- | ----------------------- | ------ | ---- | ----- | --------- |
| 1     | Óðinn Þór Ríkharðsson | Kadetten Schaffhausen   | 13     | 110  | 135   | 81,5 %    |
| 2     | Martim Costa          | Sporting Lissabon       | 16     | 102  | 158   | 64,6 %    |
| 3     | Bence Nagy            | Ferencvárosi TC         | 16     | 099  | 157   | 63,1 %    |
| 4     | Ihor Turtschenko      | HK Motor Saporischschja | 12     | 097  | 149   | 65,1 %    |
| 5     | Francisco Costa       | Sporting Lissabon       | 16     | 095  | 161   | 59,0 %    |

## Schiedsrichter
Folgende Schiedsrichtergespanne kamen zum Einsatz:
- Bolic, Hurich (AUT)
- Brkic, Jusufhodzic (AUT)
- Jović, Arnautović (BIH)
- Konjičanin, Konjičanin (BIH)
- Lončar, Lončar (CRO)
- Andreou, Panayides (CYP)
- Madsen, Mortensen (DEN)
- Nygaard, Pedersen (DEN)
- Álvarez, Bustamante (ESP)
- Kull, Tint (EST)
- Carmaux, Mursch (FRA)
- Bethmann, Tzaferopoulos (GRE)
- Andorka, Hucker (HUN)
- Bíró, Kiss (HUN)
- Horváth, Marton (HUN)
- Elíasson, Pálsson (ISL)
- Petursson, Thrastarson (ISL)
- Vitaku, Vitaku (KOS)
- Čerņavskis, Bogdanovs (LAT)
- Mazeika, Gatelis (LTU)
- Covalciuc, Covalciuc (MDA)
- Mitrevski, Todorovski (MKD)
- Ivanović, Vujisić (MNE)
- Pavićević, Ražnatović (MNE)
- Weijmans, Wolbertus (NED)
- Jerlecki, Łabuń (POL)
- Caçador, Nicolau (POR)
- Martins, Martins (POR)
- Pirvu, Potirniche (ROU)
- Stark, Ştefan (ROU)
- Boričić, Marković (SRB)
- Mošorinski, Pandžić (SRB)